# Pinheirinho do Vale
Pinheirinho do Vale là một đô thị thuộc bang Rio Grande do Sul, Brasil. Đô thị này có diện tích 105,344 km², dân số năm 2007 là 4411 người, mật độ 41,87 người/km².